# Radiogrammitis celata
Radiogrammitis celata är en stensöteväxtart som beskrevs av Barbara S. Parris. Radiogrammitis celata ingår i släktet Radiogrammitis och familjen Polypodiaceae. Inga underarter finns listade.